# 悼公 (滕)
悼公（とうこう、? - 紀元前514年）は、春秋時代の滕の君主。姓は姫、諱は寧。

## 生涯
紀元前539年1月、滕の成公が死去すると、悼公が後を嗣いで滕公として即位した。紀元前538年夏、悼公は楚・蔡・陳・鄭などの諸侯らと申で会合した。紀元前529年秋、悼公は晋・斉・魯・宋などの諸侯らと平丘で会合した。紀元前517年夏、悼公は大夫を派遣して晋・宋・衛・鄭などの諸侯の大夫らと黄父で会合させた。紀元前515年秋、悼公は大夫を派遣して晋・宋・衛・曹などの諸侯の大夫らと扈で会合させた。紀元前514年7月癸巳、悼公は死去し、頃公が後を嗣いで滕公として即位した。